# Journal of Animal Science
Journal of Animal Science is een internationaal, aan collegiale toetsing onderworpen wetenschappelijk tijdschrift op het gebied van de veeteelt.
De naam wordt in literatuurverwijzingen meestal afgekort tot J. Anim. Sci.
Het wordt uitgegeven door de American Society of Animal Science en verschijnt maandelijks.
Het eerste nummer verscheen in 1910.